# Grigoris Varfis
Grigoris Varfis (Athene, 2 januari 1927 - 10 september 2017) was een politicus van Griekse afkomst. Hij was lid van de sociaaldemocratische partij PASOK.

## Biografie
Varfis studeerde Politicologie aan de Universiteit van Athene. Tussen 1981 en 1982 was hij minister van Europese Zaken in het kabinet van Andreas Papandreou. In juli 1984 werd hij gekozen als parlementslid in het Europees Parlement. Deze functie behield Varfis tot zijn aantreden als Europees Commissaris in januari 1985. Varfis kreeg als Eurocommissaris de portefeuilles Interinstitutionele betrekkingen en Regionaal Beleid. In 1986 verwierf hij de portefeuilles Consumentenbescherming en Structuurfondsen. Varfis bleef één termijn aan als Eurocommissaris en werd in 1989 opgevolgd door Ioannis Paleokrassas.